# Mamífera (Film)
Mamífera (span. für „Säugetiere“) ist eine Tragikomödie von Liliana Torres. Der Film mit Maria Rodríguez Soto und Enric Auquer in den Hauptrollen feierte Anfang März 2024 beim South by Southwest Film Festival seine Premiere und kam Ende April 2024 in die spanischen Kinos.

## Handlung
Die 40-jährige Lola genießt ein unbeschwertes und glückliches Leben und ist mit Bruno zusammen. Erst in der 10. Schwangerschaftswoche bemerkt Lola, dass sie von ihm ein Kind erwartet. Ihrer Freundin Judit erzählt sie nichts davon, denn diese hat sich einer Hormontherapie unterzogen und versucht durch eine künstliche Befruchtung schwanger zu werden, was bei ihnen ungeplant war.

## Produktion
Regie führte Liliana Torres, die auch das Drehbuch schrieb. Es handelt sich bei Mamífera nach Family Tour von 2013, Hayati: My life von 2018 und ¿Qué hicimos mal? von 2021 um den vierten Spielfilm, der katalonischen Filmemacherin.
Maria Rodríguez Soto und Enric Auquer spielen in den Hauptrollen Lola und ihren Freund Bruno. Soto war zuvor in Filmen wie Llobàs von Pau Calpe Rufat in einer Hauptrolle zu sehen. Auquer spielte vorwiegend in Nebenrollen wie in Frieden, Liebe und Death Metal von Isaki Lacuesta und in mehreren Fernsehserien. Ruth Llopis spielt Lolas Freundin Judit. In weiteren Rollen sind Anna Alarcón, Ann Perelló, Mireia Aixalà und Amparo Fernández zu sehen.
Die Filmmusik steuerte Joan Pons Villaró bei. Das Soundtrack-Album wurde Ende April 2024 von Bankrobber als Download veröffentlicht.
Die Weltpremiere des Films fand am 8. März 2024 beim South by Southwest Film Festival statt. Anfang April 2024 wurde er beim Cleveland International Film Festival gezeigt. Der Kinostart in Spanien erfolgte am 26. April 2024. Im Juni 2025 wurde der Film beim South by Southwest Film Festival London vorgestellt und im Oktober 2024 beim Internationalen Filmfestival Warschau.

## Auszeichnungen
Bend Film Festival 2024

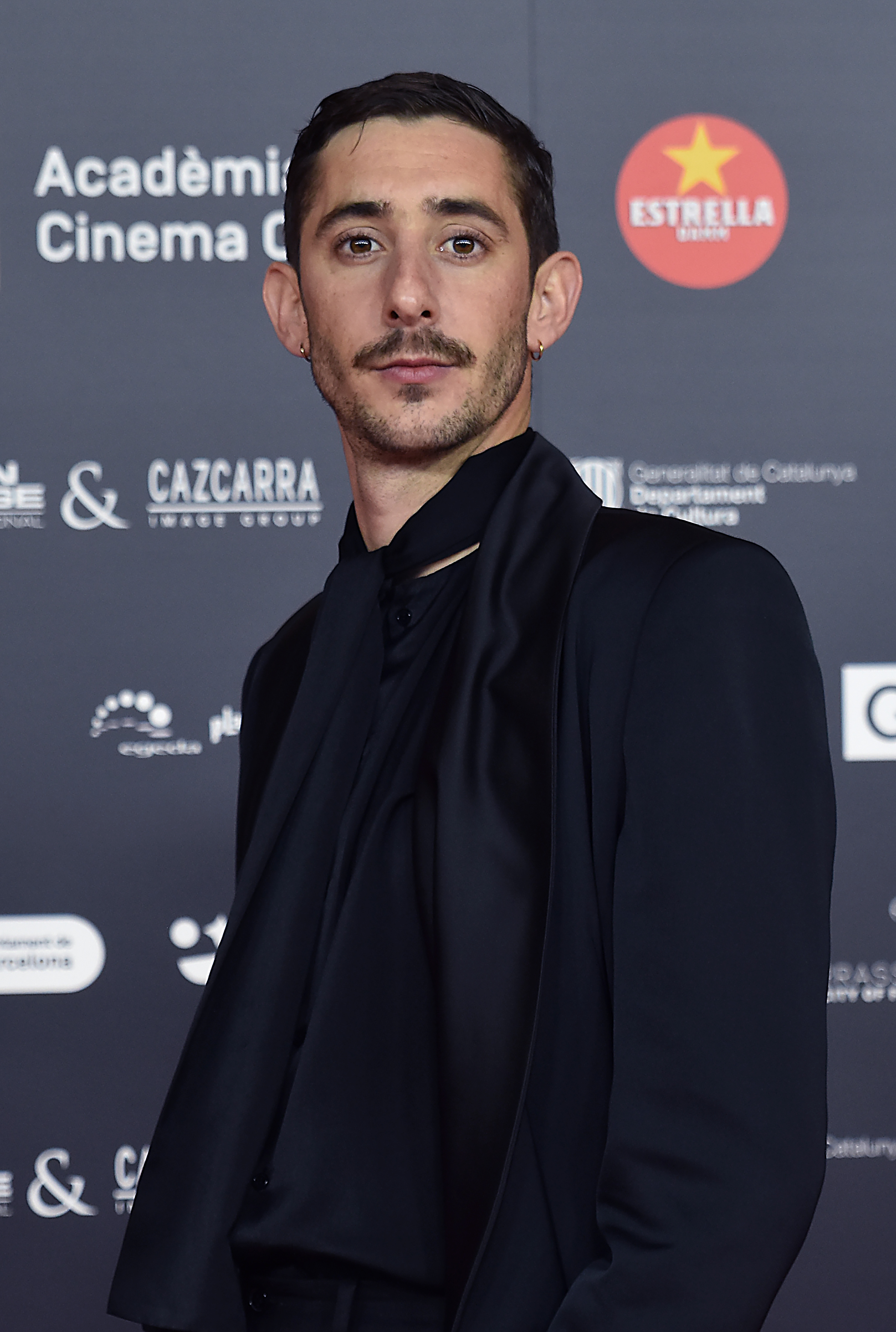
Enric Auquer spielt Bruno

- Nominierung im Narrative Features Competition[8]

Gaudí 2025
- Nominierung als Bester Hauptdarsteller (Enric Auquer)
- Nominierung als Beste Hauptdarstellerin (Maria Rodríguez Soto)
- Nominierung als Bester Film (Miriam Porté, Liliana Torres und Carla Sospedra Salvadó)[9]

Internationales Filmfestival Warschau 2024
- Nominierung für den Crème de la Crème Award (Liliana Torres)

 South by Southwest Film Festival 2024
- Nominierung für den Grand Jury Award im Narrative Feature Competition (Liliana Torres)
- Auszeichnung mit dem Special Jury Award for Performance (Maria Rodríguez Soto)[1][10]